# Paramus
Paramus – miasto w Stanach Zjednoczonych, w stanie New Jersey, w hrabstwie Bergen.